# Graciela Saavedra
Graciela Saavedra del Moral es una soprano mexicana originaria de la Ciudad de México. Reconocida por su gran voz y talento teatral, Graciela fue parte de grandes producciones internacionales. Alumna del gran maestro Ángel R. Esquivel y becada por la Fundación José Morales Esteves. Formó parte de las representaciones hechas en México y Latinoamérica, durante los años 60s y 70s, de obras como Don Pasquale, El Barbero de Sevilla, El Hombre de la Mancha, El Murciélago, El Violinista en el Tejado y Marina entre otras.
También es considerada una de las destacadas discípulos de Fanny Anitúa. Sus años de mayor actividad como cantante fueron entre 1966 y 1980. Posteriormente en la década de los 90s incursionó participando en doblajes de películas y actuando en comerciales para cine y televisión.
En el verano de 1966 con motivo de un concierto para la comunidad judía de la Ciudad de México, en el diario Prensa Israelita se leía: 'Graciela Saavedra es actualmente en México la artista de más porvenir como soprano de coloratura. Se ha distinguido tanto por su calidad vocal como por su talento histriónico y sus grandes dotes le valieron ser becada por la “Fundación José Morales Esteves” y ser escogida para cantar Rosina en ‘“El Barbero de Sevilla” en la próxima temporada de Opera Nacional.'

## Principales Papeles Teatrales
- El hombre de La Mancha (1968): Sobrina[6]
- La Señora en su balcón (1964)[7]
- PeriscÓpera (2020): Maestra

## Óperas y Obras Clásicas
Tuvo una gran actividad como soprano en la ópera principalmente con el Instituto Nacional de Bellas Artes (México), participando en un gran número de presentaciones:
- El barbero de Sevilla (Rossini) (1971): Rosina[8][9][10]
- Hansel y Gretel (ópera)[11][10]
- La bohème (Puccini)
- Baile de máscaras
- El trovador (ópera)
- Lakmé
- La traviata
- Don Pasquale[10]

## Papeles de Doblaje
- Los Simpson: Velma
- El Arca de Norman (1998): Dottie

## PeriscÓpera
En febrero de 2020 la soprano regresa a los escenarios de la mano de "PeriscÓpera, El fascinante mundo de la ópera", una obra enfocada a un público infantil con el objetivo de difundir la ópera en las nuevas generaciones. PeriscÓpera fue producido por Óscar Santana con dirección de Juan José Tagle y se presentó en el Lunario del Auditorio Nacional.
La obra está compuesta por dos actos donde el "...hilo narrativo está enfocado en la soprano Graciela Saavedra en el papel de una profesora de canto, que da clases a tres jóvenes promesas del arte lírico en un salón de ensayos".